# Relizane
Relizane (in arabo غليزان, in berbero Ighil Zane) è una città dell'Algeria settentrionale, capoluogo della provincia omonima. Si trova a 135 km a est di Orano.
Fu fondata dai Numidi nel III secolo a.C., e aveva originariamente nome Mina. In seguito conobbe il dominio dei Romani, degli Arabi e dei Francesi.